# Exilisciurus
Exilisciurus é um gênero de roedores da família Sciuridae.

## Espécies
- Exilisciurus concinnus (Thomas, 1888)
- Exilisciurus exilis (Müller, 1838)
- Exilisciurus whiteheadi (Thomas, 1887)